# 数字媒体使用与心理健康
不同的研究人员（主要是心理学家，社会学家，人类学家和医学专家）已经在研究数字媒体使用与心理健康之间的关系，特别是自1990年代中期开始，随着万维网发展，这种研究更为流行。大量研究探讨了“过度使用”的现象，通常称之为“数字成瘾”或“数字依赖”。这些现象在很多社会和文化中表现不同。一些专家还研究了在各个领域中适度使用数字媒体的好处，包括在精神健康方面以及采用新型技术解决方案来治疗精神健康问题的方面。
尚未确定数字媒体的有益使用与病态使用之间的界限。尽管一些专家认为过度使用是潜在的精神疾病的一种表现，但没有被广泛认同的诊断标准。尽管现在制定了儿童和家庭如何更安全地使用媒体的指南，但如何预防和治疗病态数字媒体的使用尚未有统一标准。 《精神疾病诊断和统计手册》第五版（DSM-5）和《国际疾病分类》第十一版 （ICD-11）尚未含括互联网的不当使用和社交媒体的不当使用的诊断；游戏成瘾（通常称为视频游戏成瘾）的诊断已被编入 ICD-11，但尚未被编入DSM-5。专家们仍在争论如何诊断以及何时诊断这些情况。使用「成瘾」一词描述这些现象和诊断也受到质疑。
数字媒体和屏幕使用时长已经或积极或消极地改变了儿童的思考、互动和发展的方式，但研究人员不确定数字媒体使用与心理健康结果之间是否存在假设的因果关系。这些关系似乎取决于个人本身及其使用的平台。为了尝试降低数字媒体的使用风险，几家大型技术公司已做出相关承诺或宣布相关政策。

## 历史与术语

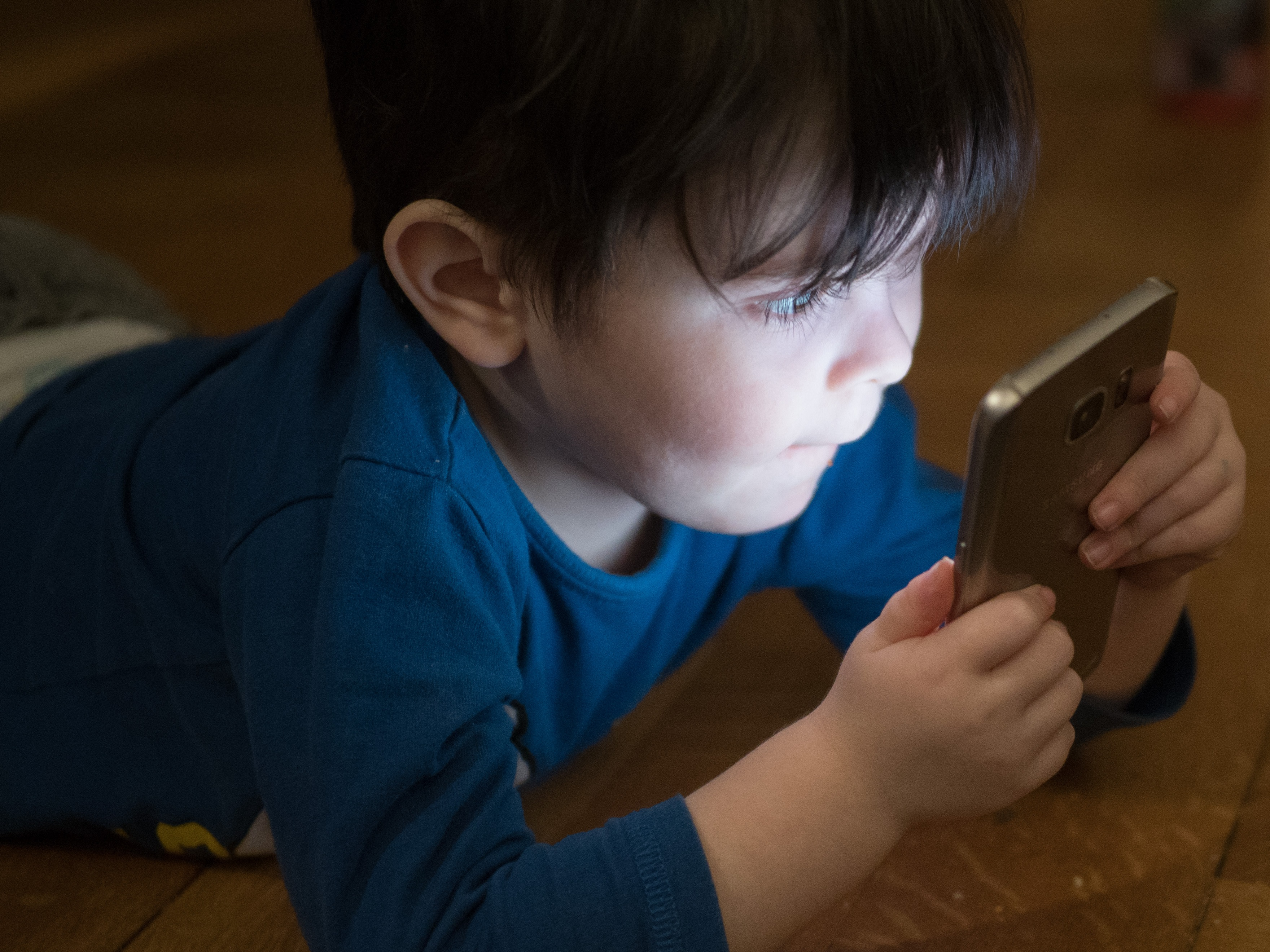
一位正在玩手机的小男孩

关于数字科技和心理健康的关系已经研究过很多方面了。相关研究已发现使用数字媒体对儿童和青少年发展的好处。研究人员、临床医师和公众都表达出对数字媒体使用者出现明显的强迫行为的担忧，过度使用电子产品和心理健康问题之间的相关性变得明显。
目前，尚未有统一标准的或者全球公认的术语用来表示强迫性使用电子媒体的行为。现有的词汇，诸如“电子成瘾”、“电子依赖”、“使用不当”或者“过度使用”，经常被数字媒体平台或研究报告（例如，手机使用不当或者网络使用不当）使用。</ref>  尽管当下标准化程度不高且研究可能相互矛盾，但研究中对电子产品使用不当的关注，尤其是与行为成瘾相关的例子，已被越来越多的人认可。
自20世纪90年代中期起，网络成瘾就被诊断为一种病，自2009年起，人们开始研究社交媒体及其与成瘾的关系。 2018年，经济合作与发展组织（OECD）的一份报告指出，出于发展和教育目的，儿童和青少年规律地和节制地使用互联网能产生好处，但过度使用可能会对心理健康产生负面影响。该报告还指出，2010年至2015年之间，使用互联网的学龄儿童人数总体增加了40％。而在经合组织中，不同国家的儿童技术使用率以及所使用平台的方面也存在明显差异。 
《精神疾病诊断与统计手册》（Diagnostic and Statistical Manual of Mental Disorders) 尚未正式将不当使用数字媒体放进诊断类别，但其认为互联网游戏障碍是2013年深入研究的一个方向。 游戏障碍，通常称为视频游戏成瘾，已被编入第十一版国际疾病分类（ICD-11）。   DSM和ICD不统一的原因是缺乏专家共识，分类手册的重点不同以及利用动物模型进行行为成瘾实验的困难性。 
有争议的是，使用术语“成瘾性”来描述过度使用数字媒体是否有用，它是否适合于描述新的数字媒体精神病类别，是否能与其他精神疾病中过度使用的表现有所区别。  该术语的使用也因与物质使用相关行为相似性受到批评。随意地使用该术语可能会引起更多问题，既低估了严重受影响群体受伤害的风险，又夸大了过度、非病理性使用数字媒体的风险。  拉蒙·柳利大学的心理学家贝诺瓦（Panova）和卡博纳（Carbonell）在2018年的报告中建议进行术语的变更，用不当使用来描述过度使用数字媒体，而不是用成瘾来描述。 
由于缺乏对所使用概念的认识和共识，诊断和治疗难以标准化或发展。与新媒体（包括社交媒体，智能手机和视频游戏）有关的大众焦虑感剧增，进一步模糊了基于人群的评估，并带来了操作难题。  2019年，美国医学会小儿科期刊 (JAMA Paediatrics) 的编辑拉斯塔基（Radesky）和克里斯塔基斯（Christakis）发表了一篇评论，该评论调查了“关于为了儿童认知、语言、读写能力和社会情感发展需要，过度使用媒体对健康和成长/行为产生的风险的担心”。 由于全世界的儿童已经可以使用多种电子产品，因此该问题是双向的，离开数字设备可能会对学习、动态的家庭关系和个人整体发展产生不利影响。 

## 不当使用
尽管已经观察到数字媒体使用与心理健康症状或疾病之间存在联系，但因果关系尚未建立；研究人员发表报告中的细微差别和建议时常被公众误解，或者被媒体误传。 女性更有可能滥用社交媒体，而男性则更可能过度地玩电子游戏。 因此，数字媒体的不当使用可能不是单一的结构，可能会与所使用的数字平台有关，也可能会因特定活动而重新评估（而不是沉迷于数字媒体）。

### 心理健康
2019年的评论系统综述提出潜在的某些类型的互联网不当使用与精神病或行为问题之间的关联，例如抑郁症，焦虑症，敌意，好斗情绪和注意力不足过动症（ADHD）。研究无法确定它们之间是否存在因果关系，评论者强调未来前瞻性研究设计的重要性。 虽然数字媒体的过度使用与抑郁症状有关，但在某些情况下也可以利用数字媒体来改善情绪。 
在一项前瞻性研究中，注意力不足多动症的症状与数字媒体的使用呈现正相关。 但是，注意力不足多动症的症状为注意力过度集中，可能导致受影响的个人过度看视频、玩游戏、用社交媒体或在线聊天。另一方面，过度专注与社交媒体不当使用之间的相关性很弱。 
2016年，沙司阿克（Chassiakos），拉斯塔基（Radesky）和克里斯塔基（Christakis）发布的一份技术报告指出使用数字媒体对青少年心理健康带来的好处和坏处。报告表明，影响问题的关键因素是社交媒体的使用习惯，而不是使用时间。被动使用社交媒体时，青年的健康状况和生活满意度下降，但是这种情况并没有明显出现在那些积极参与社交活动的青年中。该报告还发现，数字媒体的使用时间和患抑郁症的风险之间呈U形曲线关系，使用时间最长或最短时抑郁症风险最高。 2018年，一份针对中国社交媒体平台微信的评论指出，自评的心理健康症状与过度使用平台有关。但是，影响整体心理健康的是微信用户的动机和使用方式，而不是使用该平台使用时间。 在英国，一项针对1479名14-24岁的调查对象开展的研究比较了五个大型社交媒体平台对心理健康带来的好处和坏处，平台包括 Facebook、Instagram、Snapchat、Twitter和YouTube 。该研究的结论是，“基于14个与健康和幸福感相关的问题”，YouTube是唯一得到的全是积极评分得到，其他平台都有纯负面评价，其中Instagram得到的评分最低。该研究认为Instagram对个人表现欲、自我认同感和社区分享意识具有积极影响，但该平台带来的负面影响（特别是在睡眠，形象和“错失恐惧症”的方面）远远超过了正面影响。 
2018年，《临床心理学》（Clinical Psychological Science）上的一份报告对506,820名美国高中生进行了两次横截面调查，发现数字媒体的使用与较高的抑郁症和自杀发生率有关。结论显示，使用电子设备时间越多，参与“非屏幕活动”（例如，面对面的社交互动，体育运动/个人锻炼，家务和参加宗教仪式）的时间越少，与抑郁症和自杀相关的事情（自杀念头、计划和自杀行为）联系越密切，这种联系在女性群体中尤其明显。 后来，发表在该期刊的另一份研究质疑该调查的研究方法，表示其“研究方法不准确，主要变量之间的相关性不明显，统计分析不充分、不恰当”。 
《人类行为计算》（Computers in Human Behavior）开展了一项针对84名对象的特别调查，研究躁郁症与技术使用之间的关系。调查发现，不同调查对象的自评情绪状态与技术使用的关系存在明显差异。随后，报告作者假定，对躁郁症患者而言，技术可能是一把“双刃剑”，具有潜在的利弊。 

错失恐惧症（FoMO）是一种破坏性的行为现象，会引起情绪压力。研究表明，个人拥有的社交媒体帐户越多，他们患上错失恐惧症的几率越高。个人拥有的账户数量与个人的焦虑和抑郁水平之间存在直接的关联。 
错失恐惧症 /总体孤独感没有明显的种族特性，这意味着社交媒体上由错失恐惧症引起的焦虑和抑郁对于所有种族而言都一样。 
2019年，一份美国研究发现社交媒体与青春期抑郁症之间的联系。基于上行比较，反复浏览理想化的照片可能会打压青少年的自尊心，引发抑郁症，并随着时间的推移加剧抑郁症。此外，重度使用社交媒体对抑郁症患者产生的负面影响更大，原因可能受他们选择的信息性质影响（例如，关于自尊心的内容），因此，久而久之，抑郁症可能治不好，或者不断加剧。 

### 屏幕使用时长
于2019年发布的评论系统审查指出，相关证据（尽管证据质量主要处于中低水平）显示屏幕使用时间与多种健康问题有关联，包括 “肥胖、饮食不健康、抑郁症和生活质量''。他们还发现，在社交融合方面，适度使用数字媒体可能对年轻人有好处，屏幕使用时间和抑郁症状以及整体幸福感都呈曲线关系。 
一项针对中国
城市青少年的研究表明，在中国，每天有超过四分之一的青少年使用电子屏幕超过两小时。他们发现电子屏幕使用时间和体育锻炼都与心理健康息息相关。具体来说，屏幕使用时间的增加和体育活动的减少会让人更抑郁、焦虑，减少对生活的满意度，从而给心理健康问题带来额外的风险。 
2017年英国大型研究“金发女孩假说”（关于避免过多或太少使用数字媒体的研究）被专家和非政府组织（NGO）称为迄今为止向2018年英国议会委员会报告的“最佳质量”证据。该研究指出，适度使用数字媒体可能几乎没有不良影响，并对个人健康有积极影响。 
2019年，《柳叶刀儿童与青少年健康》（ The Lancet Child＆Adolescent Health）中的一项研究表明，女孩使用社交媒体会增加她们受欺凌的几率，减少她们睡眠和运动时间。 

## 不当使用

### 拟议的诊断类别
DSM-5工作组认为游戏障碍值得进一步研究（作为网络游戏的子集），并被纳入ICD-11。Aarseth及其同事已对此表示关注，特别是在对沉重游戏玩家的污名化方面。
克里斯塔基斯断言网络成瘾可能是“ 21世纪的流行病”。 他在2018年评论说，儿童期互联网过度使用可能是“对儿童的不受控制的实验”的形式。 国际上对互联网过度使用的普遍程度的估计差异很大，各国之间也存在明显差异。 2014年对31个国家/地区进行的荟萃分析显示，全世界的总体患病率为6％。 Musetti和同事在2018年提出了不同的观点，重新审视了互联网在现代社会中的必要性和普遍性，认为它是一种社会环境，而不是一种工具，因此需要重新制定网络成瘾模型。
一些医学和行为科学家建议在下一次《精神疾病诊断和统计手册》更新中增加“社交媒体成瘾”（或类似的）诊断。   2015年的一项审查得出结论，认为基本的心理需求与社交媒体成瘾之间可能存在关联。 “社交网站用户寻求反馈，并立即从数百人那里获得反馈。可以说，该平台旨在让用户“上钩”。”  
互联网性成瘾，也称为网络性成瘾，已被提出为一种以虚拟互联网性活动为特征的性成瘾，对人的身体，精神，社会和/或财务状况造成严重的负面影响。  它可能被认为是有问题的互联网使用形式。

### 相关现象

#### 在线赌博问题
2015年的一项审查发现，与非互联网赌徒相比，互联网赌徒的精神卫生合并症发生率更高，物质使用量也更高。但是，尚未确定因果关系。该评论假定互联网和基于地面的问题赌徒之间的队列可能有所不同。

### 评估和治疗
对有问题的数字媒体使用进行严格的，基于证据的评估尚待全面建立。这部分是由于在各种结构上缺乏共识，以及缺乏标准化的治疗方法。在美国儿科学会（AAP）已开发出家庭媒体计划，打算帮助父母评估，更安全的结构及其家庭的使用电子设备和媒体。建议每天将娱乐屏幕时间限制为两个小时或更短。 所述的加拿大儿科协会制造的类似准则。心理学家弗格森（Ferguson）批评这些及其他国家准则不以证据为依据。2017年联合国儿童基金会研究办公室文献评论中引用的其他专家建议解决潜在的潜在问题，而不是任意执行筛选时间限制。
已经开发出了用于评估病理性互联网使用情况的不同方法，其中大多数是自我报告调查表，但是没有一种方法被普遍认为是黄金标准。 对于游戏障碍，美国精神病学协会和世界卫生组织（通过ICD-11）均已发布了诊断标准。

## 心理健康益处

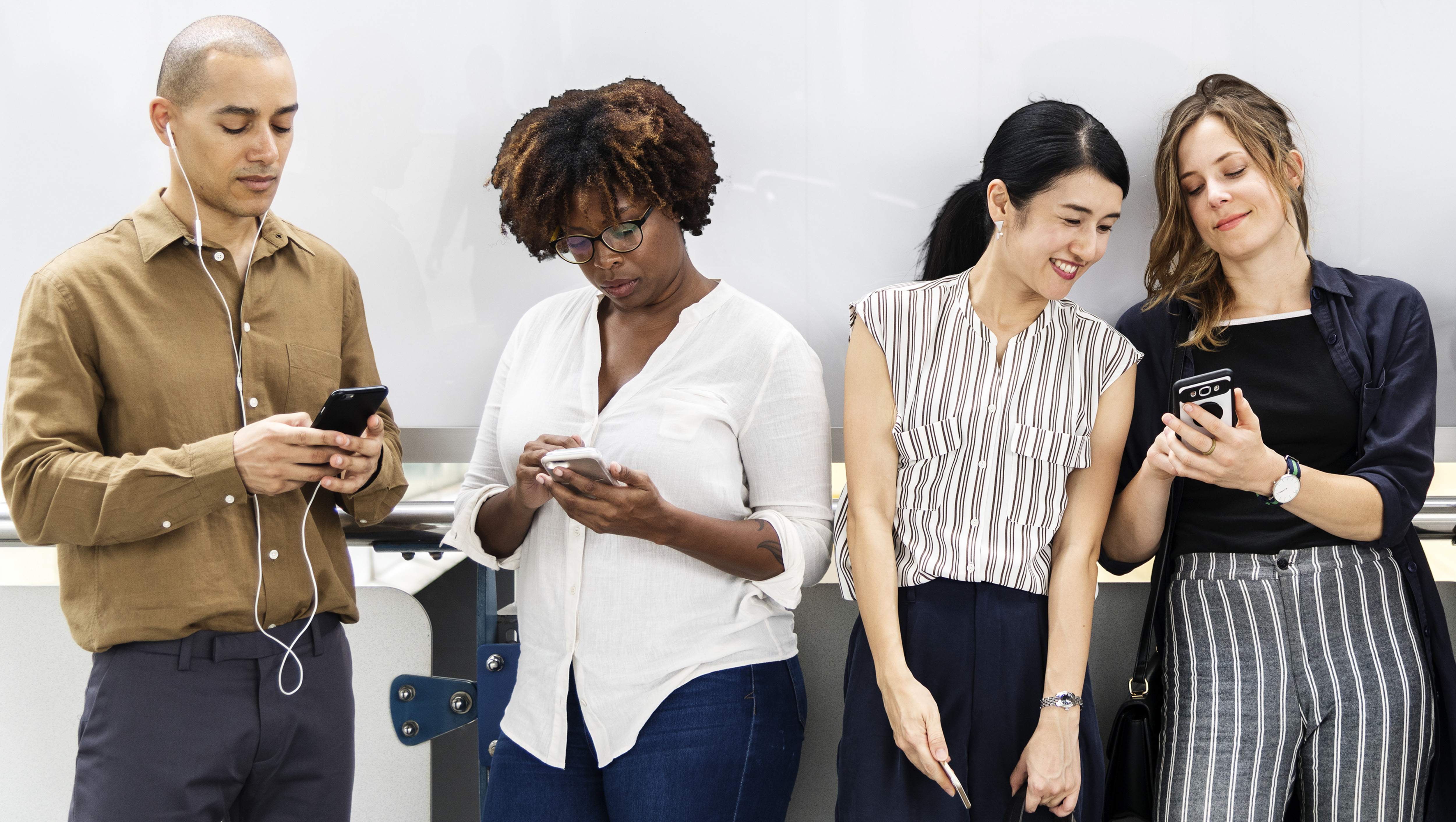
在许多社会中，智能手机和其他数字设备无处不在.

患有精神疾病的人可以通过社交媒体建立社交联系，这可以在在线社区中培养社交包容感。精神疾病的患者可能会在一个更安全的空间中分享个人故事，并获得同龄人的支持以制定应对策略。 患有精神疾病的人很可能会报告避免了污名化，并通过使用社交媒体进一步了解了他们的心理健康状况。这带有不健康的影响，错误的信息以及延迟进入传统心理健康机构的风险。
其他好处包括与支持性在线社区（包括特定于疾病或残疾的社区）以及LGBTQIA社区的连接。此外，在儿童中，数字媒体使用的教育优势已得到充分确立。

## 其他学科

### 数字人类学
伦敦大学学院的丹尼尔·米勒（Daniel Miller）为数字人类学的研究做出了贡献，尤其是关于社交媒体和智能手机的使用和后果的民族志研究，这是全世界普通百姓日常生活的一部分。他指出，社交媒体的影响是非常具体的，取决于特定的位置和文化。他认为，“外行人可能将这些故事视为肤浅的故事。但是，人类学家则认真对待它们，并从更广泛的社会和文化背景出发，善于探索数字技术的每种使用方式。” 
数字人类学是研究人类与数字时代技术之间关系的一个发展中领域。它旨在从伦理和社会范围考虑争论，而不是仅仅观察技术变化。数字分析师和人类学家布莱恩·索利斯（Brian Solis）在2018年表示：“我们已经成为数字上瘾者：现在是时候掌握技术了，而不是让技术来控制我们。” 

### 数字社会学
数字社会学使用多种研究方法，包括调查，访谈，焦点小组和人种学研究，探索人们如何利用数字媒体。它与数字人类学相交，并研究文化地理。它还调查了长期以来的担忧，以及围绕年轻人过度使用“这些技术，他们获取在线色情制品，网络欺凌或在线性掠夺”的情况。
土耳其2012年的一项横断面社会学研究表明，互联网使用方式的差异与2698名受试者的宗教信仰水平有关。随着宗教的增加，对互联网使用的负面态度也有所增加。高度信奉宗教的人对互联网的使用表现出不同的动机，主要是寻找信息。一项针对1,296名马来西亚青少年学生的研究发现，女性（而非男性）的宗教信仰与网络成瘾倾向呈反比关系。
《自然》杂志2018年发表的一篇评论认为，年轻人可能会在网上有不同的经历，具体取决于他们的社会经济背景，并指出与高收入的年轻人相比，低收入的年轻人每天可能花费多达三小时使用数字设备。他们认为，已经容易受到精神疾病困扰的低收入年轻人，在网上参与时可能会更加被动，在网上更容易受到负面反馈，难以自我调节其数字媒体的使用。结论是，这可能是处于危险中的年轻人与其他年轻人之间的数字鸿沟的一种新形式，在已经脆弱的人群中，精神疾病的既往风险正在扩大。

### 神经科学
Dar Meshi及其同事在2015年指出，“ [n]科学家开始利用社交媒体的普遍使用来获得有关社会认知过程的新颖见解”。[74]在《自然》杂志上发表的2018年神经科学评论发现，杏仁核的密度，与情感处理有关的大脑区域，与青少年离线和在线社交网络的规模有关。他们认为，这些证据和其他证据“表明线下和在线的实际社交体验与大脑发育之间存在重要的相互作用。“。作者推测社交媒体可能会带来好处，即与他人建立社交关系，以及管理他人对他人的印象，例如“声誉建设，印象管理和在线自我介绍”。它确定了“青春期 [as] 作为社交媒体如何影响他们的自我概念以及对自我和他人期望的发展的转折点”，并呼吁对数字媒体使用和青春期大脑发育背后的神经科学进行进一步研究。尽管大脑成像模态正在研究中，个别研究中的神经科学发现常常无法被复制在未来的研究中，与其他行为成瘾相似；截至2017年，尚不清楚可能导致过度使用数字媒体的确切生物学或神经过程。

## 数字心理保健

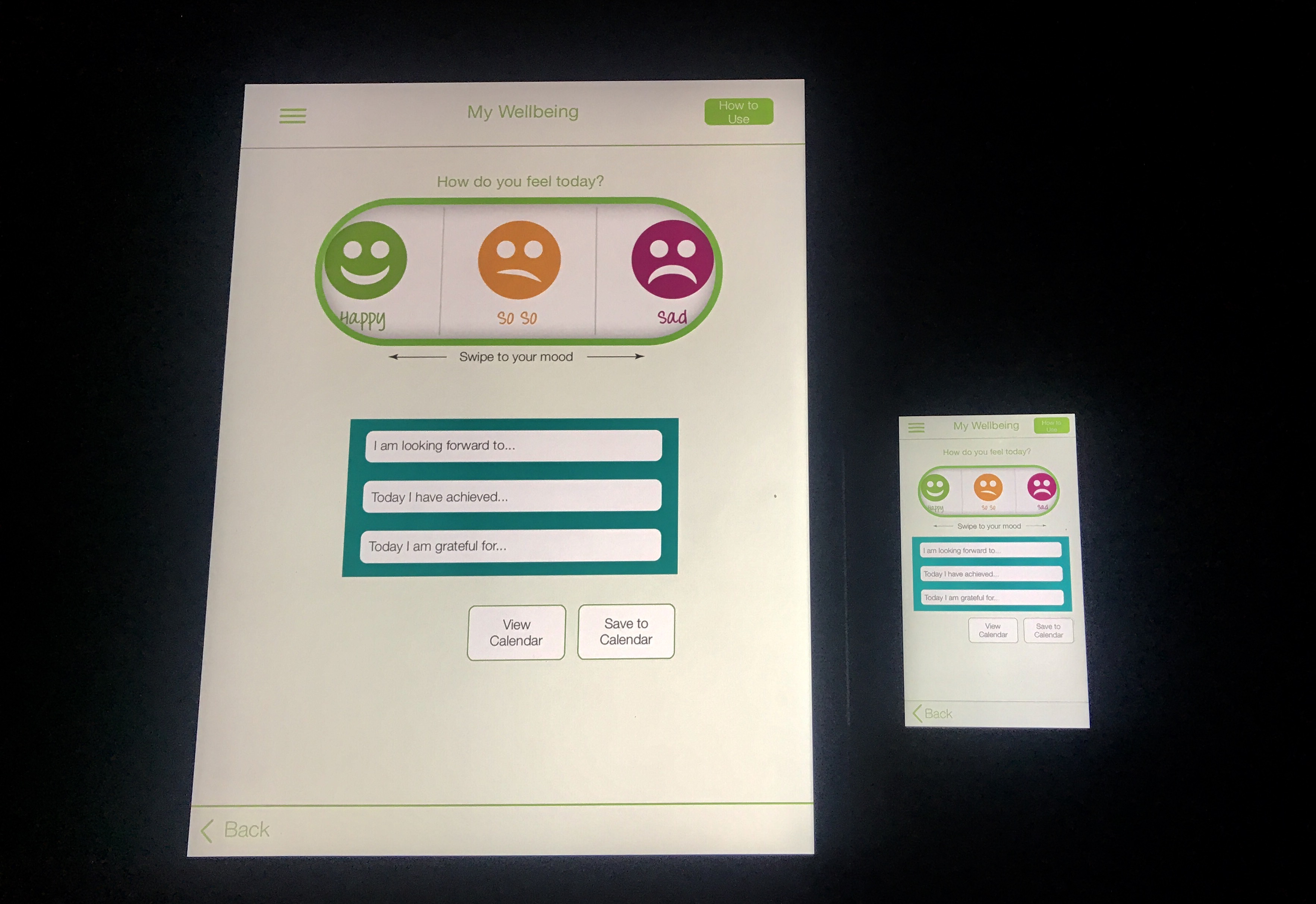
"Wellmind", 英国国家卫生服务部的智能手机应用程序

尽管这一直是一个备受争议的话题，数字技术也为在线提供心理保健提供了机会。已经发现使用计算机化的认知行为疗法可以治疗抑郁症和焦虑症。在年轻人中进行数字健康干预的研究是初步的，由于研究方法存在问题，因此荟萃综述无法得出明确的结论。一项评论认为，潜在的好处包括“移动通信的灵活性，互动性和自发性，可鼓励在临床环境之外持续不断地获得医疗服务” 基于正念的在线干预已显示出对心理健康的中小益处。发现最大的作用范围是减轻心理压力。还发现了有关抑郁，焦虑和幸福的益处。智能手机应用已在许多心理健康领域迅速普及，2016年的一篇评论中列出了“明显有效”的建议，以鼓励认知行为疗法，同时解决焦虑和情绪问题。但是，该审查确实要求进行更多的随机对照试验，以验证由数字应用提供的建议的有效性。

## 工业和政府
多家技术公司已经实施了旨在减轻过度使用其平台的不利影响的更改，并且在日本，中国和韩国，政府已制定立法和/或法规，以解决相关问题。
中华人民共和国文化部早在2006年就已开展了几项公共卫生工作，以应对与游戏和互联网相关的疾病。2007年，针对未成年人实施了“网络游戏防沉迷系统”，将其每天的使用时间限制为3小时或更短。该部还于2013年提出了“未成年人在线游戏成瘾综合预防计划”，以颁布研究，特别是有关诊断方法和干预措施的研究。 中国教育部于2018年宣布将出台新法规，以进一步限制未成年人在网络游戏中所花费的时间。 作为回应腾讯，微信的拥有者和全球最大的视频游戏发行商，将儿童可以花在玩其在线游戏上的时间限制为12岁及以下的孩子每天1小时，13岁以下的孩子每天2小时– 18。
韩国有八个政府部门负责与互联网和游戏障碍有关的公共卫生工作，2018年在《预防科学》上发表的一篇评论文章指出，“该地区的独特之处在于其政府一直处于预防工作的前列，特别是在与美国，西欧和大洋洲形成鲜明对比。” 这些工作由科学和信息通信技术部进行协调，其中包括提高认识运动，教育干预措施，青年咨询中心以及促进健康的在线文化。
日本内务省通信部协调有关有问题的互联网使用和游戏障碍的日本公共卫生工作。立法上，2008年颁布了《发展为年轻人提供安全和有保障的互联网使用的环境法》，以促进公众意识运动，并支持非政府组织传授年轻人安全使用互联网的技能。